# Соколов, Сергей Михайлович (журналист)
Сергей Михайлович Соколов — советский, затем и российский журналист, в разное время являвшийся журналистом газет телеканалов Комсомольская правда, Новая газета.

## Биография
Родился в 1968 году в Москве. В 1990 году окончил факультет журналистики Университета Дружбы Народов.

### Пресса
В журналистике работает с 1990 года. До 1992 года работал в газете Комсомольская правда.
С 1992 года вместе с группой журналистов работает в Новой ежедневной газете. Тематика статей того времени - проблемы детей и подростков.
С 1997 года работает в еженедельнике. "Новая газета. Понедельник." С 1998 года специальный корреспондент Новой газеты. С 1999 года заместитель главного редактора Новой газеты. 
Работал в комиссии по открытому правительству.. В 2010е годы руководитель отдела расследований. С сентября 2023 года исполняющий обязанности главного редактора Новой газеты.
16 ноября 2023 года назначен главным редактором Новой газеты